# Dream of you...
『Dream of you...』（ドリーム・オブ・ユー）は、菊池志穂が恋愛シミュレーションゲーム『ときめきメモリアル』に登場する架空の人物、館林見晴名義で1998年1月21日にKONAMIから発表した1枚目のアルバムである。販売元はキングレコード。規格品番 KICA7832、コナミの品番 LC289。

## 解説
次作『My Sweet Days』は既に『ときめきメモリアル』イメージソングアルバム『ときめきメモリアル ボーカル・ベスト・コレクション』シリーズに収録されていた曲を主としており、実質的なベスト盤となっているのに対して、本作の収録曲は3曲を除いてこのアルバムにしか収録されていない曲であり、その3曲も館林見晴名義の1997年のシングル『もしも私が天使だったら』に収録されていたものである。
本作の歌詞カード用写真には、一部で富士ガリバー王国（2001年閉鎖）で撮影されたものが使用されている。

## 収録曲
1. Dream of You 〜Prologue〜 (1:09)
作詞 - まつざきゆうこ / 作曲・編曲 - 岩﨑元是
7曲目の「Dream of You」の歌詞の一部を歌った曲。曲調も7曲目とは異なる。
2. ダイアリーはつぼみのまま (5:10)
作詞 - 白峰奈津子 / 作曲 - 松本俊明 / 編曲 - 岩崎元是
3. もしも私が天使だったら (4:10)
作詞 - 岸恭子 / 作曲 - 馬場一嘉 / 編曲 - 馬場一嘉 & S://Bros（サセボブラザーズ）
シングル『もしも私が天使だったら』のタイトル曲。イントロのコーラスの有無がシングル盤と異なる。館林見晴 with S://Bros（サセボブラザーズ）名義であるが、本作に記載はない。但し、歌詞カード最後のスタッフクレジットのページにS://Bros（サセボブラザーズ）メンバーの写真が掲載されている。
4. 気まぐれエモーション (4:57)
作詞 - 三浦徳子 / 作曲 - 林哲司 / 編曲 - 鴨宮諒
5. Intermission one : dream (0:35)
作曲・編曲 - 岩崎元是
菊池志穂のスキャット。こちらは伴奏付き。
6. 無口な風 (6:08)
作詞 - 大内正徳 / 作曲・編曲 - 地獄車中村
シングル『もしも私が天使だったら』の2曲目に収録されていた曲。元は戎谷淳（声 - 緒方恵美）のキャラクターソングとして作られた曲のカバーである[3]。
7. Dream of You (5:29)
作詞 - まつざきゆうこ / 作曲・編曲 - 岩崎元是
このアルバムの表題曲であるが、アルバム名はyouのyが小文字であり、末尾には...（ピリオド3つ）が付いているのに対し、この曲の曲名はYouのYが大文字であり、末尾には何も付かない。この曲の歌詞の一部が1曲目でプロローグとして使われている。
8. ANGEL EYES (4:41)
作詞 - 国分友里恵 / 作曲 - 宮島律子 / 編曲 - 根岸貴幸
シングル『もしも私が天使だったら』の3曲目に収録されていた曲。
9. コアラまいった！ (3:31)
作詞 - 工藤順子 / 作曲・編曲 - 鴨宮諒
館林見晴の髪型のイメージであるコアラを表題に用いた曲。
10. Miss You… (4:57)
作詞・作曲 - EPO / 作曲 - 清水信之
11. Go! Go! パラメータ 〜Miharu〜 (4:22)
作詞 - 菊池志穂 / 作曲 - 小倉良 / 編曲 - 栗尾直樹
館林見晴役の菊池志穂本人による作詞の曲である。詳細はGo! Go! パラメータの項を参照のこと。
12. Intermission : alone (0:19)
作曲・編曲 - 岩崎元是
菊池志穂のスキャット。メロディは5曲目と同じであるが、こちらは伴奏が無い。
13. あなただけのFairy (4:26)
作詞 - まつざきゆうこ / 作曲・編曲 - 水野雅夫